# ناحیه اویام
ناحیه اویام (به لاتین: Oyam District) یک منطقهٔ مسکونی در اوگاندا است که در استان شمالی، اوگاندا واقع شده‌است. ناحیه اویام ۲٬۱۹۰٫۸ کیلومتر مربع مساحت و ۳۷۸٬۹۰۰ نفر جمعیت دارد.